# Michael C. Seto

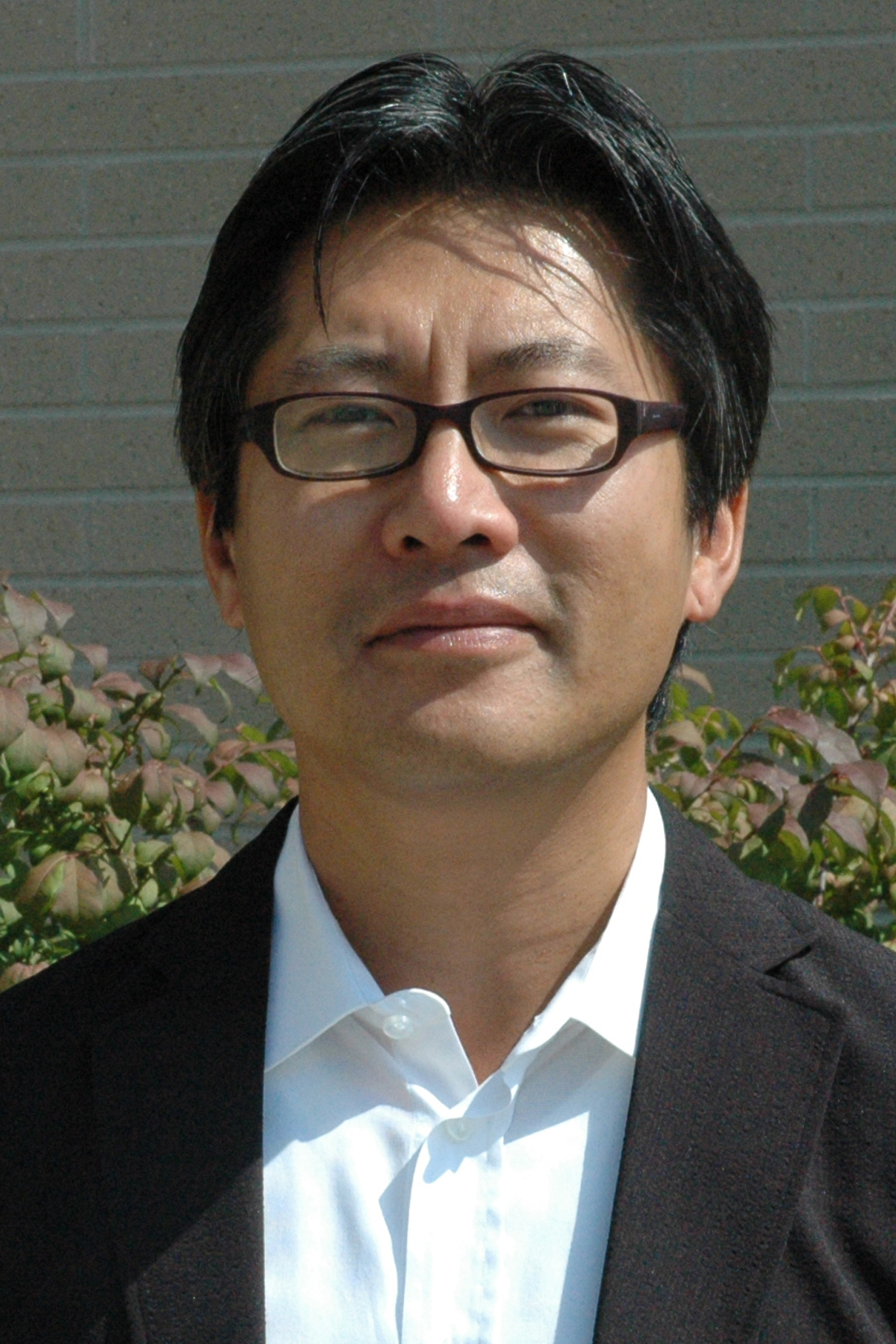
Michael C. Seto

Michael Chikong Seto (* 1967) ist ein kanadischer Sexualwissenschaftler und Psychologe, der vor allem durch Studien und Veröffentlichungen zu den Themen Paraphilie, sexueller Missbrauch und Kinderpornographie Bekanntheit erlangt hat.

## Wirken
Michael C. Seto studierte an der University of British Columbia Biopsychologie und erlangte 1997 einen Ph.D. in klinischer Psychologie an der Queen’s University in Kingston. Er ist Associate Professor an der University of Toronto.
Der Sexualwissenschaftler gilt als führender Experte bei der Erforschung im Internet begangener Sexualstraftaten, insbesondere im Bereich der Kinderpornographie. Er beschäftigt sich unter anderem mit der Frage, inwiefern der Konsum kinderpornographischer Materialien das Risiko, sexuelle Übergriffe auf Kinder zu begehen, beeinflusst.
In verschiedenen Studien gelangte Seto zu dem Ergebnis, dass Männer, die wegen Besitz oder Verbreitung von Kinderpornographie verurteilt wurden, viel eher ein pädophiles Erregungsmuster aufweisen als Männer, die sexuellen Kindesmissbrauch mit Körperkontakt begangen haben. Das Konsumieren von Kinderpornographie sei demnach ein relativ zuverlässiger Indikator für das Vorliegen eines sexuellen Interesses an Kindern (Pädophilie). Im Rahmen der  Neufassung des Diagnostic and Statistical Manual of Mental Disorders empfahl er daher, die Kriterien für die Diagnose einer pädophilen Störung dahingehend zu erweitern. Irrelevant sei bei der Beurteilung der Darstellungen, ob die abgebildeten Personen reale oder virtuelle präpubertäre Kinder sind.
Der Kanadier publiziert regelmäßig in sexualwissenschaftlichen Fachzeitschriften wie den Archives of Sexual Behavior oder im Sexual Abuse: A Journal of Research and Treatment, dessen Herausgeber er seit 2015 ist. Er ist Autor der 2008 bzw. 2013 erschienenen Bücher Pedophilia and Sexual Offending Against Children und Internet Sex Offenders.

## Standpunkte
2012 veröffentlichte Seto einen Artikel, in dem er dafür plädierte, Pädophilie in der öffentlichen und sexualwissenschaftlichen Diskussion als sexuelle Orientierung zu charakterisieren. Dies könne unter Umständen dazu führen, dass die Gesellschaft nicht-übergriffigen Pädophilen, die sich ihre Neigung ähnlich wie Hetero- und Homosexuelle nicht ausgesucht hätten, toleranter gegenübertreten würde. Mit einer solchen Einstellung wäre es einfacher, den Betroffenen adäquate Therapieangebote zu unterbreiten und auf diese Weise sexuellem Kindesmissbrauch vorzubeugen. Gleichzeitig betonte er in mehreren Publikationen, dass er die Klassifizierung der Pädophilie als psychische Störung für angemessen hält.

## Veröffentlichungen
- Michael C. Seto: Pedophilia and Sexual Offending Against Children: Theory, Assessment, and Intervention. American Psychological Association, 2008, ISBN 978-1-4338-0114-3 (google.com).
- Michael C. Seto: Internet Sex Offenders. American Psychological Association, 2013, ISBN 978-1-4338-1364-1 (google.com).
- Michael C. Seto, James M. Cantor, Ray Blanchard: Child pornography offenses are a valid diagnostic indicator of pedophilia. In: Journal of Abnormal Psychology. 115, 2006, S. 610, doi:10.1037/0021-843X.115.3.610
- Michael C. Seto: Is pedophilia a sexual orientation? In: Archives of sexual behavior. Band 41, Nummer 1, Februar 2012, S. 231–236, doi:10.1007/s10508-011-9882-6, PMID 22218786.
- Michael C. Seto: Child pornography use and internet solicitation in the diagnosis of pedophilia. In: Archives of sexual behavior. Band 39, Nummer 3, Juni 2010, S. 591–593, doi:10.1007/s10508-010-9603-6, PMID 20182786.